# Julia Piestrzyńska
Julia Piestrzyńska (ur. 23 sierpnia 2001) – polska koszykarka, występująca na pozycjach rzucającej lub niskiej skrzydłowej, reprezentantka kraju, obecnie zawodniczka CCC Polkowice.

## Osiągnięcia
Stan na 3 maja 2024, na podstawie, o ile nie zaznaczono inaczej.

### Drużynowe
Seniorskie
- Mistrzyni Polski (2024)
- Wicemistrzyni Polski (2023)[2]
- Zdobywczyni:
  - Pucharu Polski (2023[3], 2024[4])
  - Superpucharu Polski (2022)[5]
- Finalistka Superpucharu Polski (2023)[6]
- Uczestniczka międzynarodowych rozgrywek Euroligi (od 2022)
- Brązowa medalistka I ligi (2020)[7]

Młodzieżowe
- Mistrzyni Polski juniorek starszych (2020)[8]
- Brązowa medalistka mistrzostw Polski juniorek (2017, 2018)[9][10]

### Reprezentacja
Seniorska
- Uczestniczka kwalifikacji do Eurobasketu (2021)

Młodzieżowe
- Uczestniczka mistrzostw Europy U–16 (2017)[11]